# Эфендиев, Исраил Рустам оглы
Исраил Рустам оглы Эфендиев — лауреат Государственной премии СССР.
Лауреат Государственной Премии СССР в области науки и техники, академик Международной Академии имени Л. Заде, директор НИИ «Автоматизация процессов управления» при Азербайджанской Государственной Нефтяной Академии, заведующий кафедрой «Автоматизация производственных процессов». Свою научную деятельность начал с 1969 года на кафедре «Автоматизация производственных процессов».
Профессор Эфендиев в 1975 году защитил кандидатскую и в 1986 году докторскую диссертацию в Московском химико-технологическом институте имени Менделеева по теме «Научные и прикладные основы оптимального управления сложными нефтехимическими технологическими процессами». С 1987 года руководит кафедрой «Автоматизация производственных процессов». В 1988 году получил звание профессора.
Профессор Эфендиев внёс большой вклад как в педагогическую, так и научную деятельность в области автоматизации. Руководимая им кафедра является основной и базовой в этой области. Он долгие годы являлся членом Всесоюзного Научного Методического Совета по данной специальности.
Профессор Эфендиев, являющийся одним из известных ученых, разработавших учебные программы для Всесоюзных высших технических школ в настоящее время поднял руководимую им кафедру до уровня современного научно-педагогического центра. До настоящего времени он опубликовал более 12 монографий, учебных и методических пособий и более 120 научных статей. Ещё в 1982 году его научные публикации были включены в список научных достижений СССР в области кибернетики за 60 лет.
В 1983 году профессор Эфендиев был удостоен звания Лауреата Государственной Премии СССР за создание информационных и управляющих систем с целью повышения эффективности нефтеперерабатывающей промышленности Азербайджанской ССР.
Десятки не имеющих аналога научных достижений были опубликованы в журналах «Автоматика и телемеханика», «Теоретические основы химической технологии», «Доклады академии наук СССР и Российской Федерации» и т. д. Под его руководством подготовлены более 20 кандидатов наук в этой области.
Профессор Эфендиев выступал на Всемирных конгрессах по автоматическому управлению в США, Финляндии, Франции, Германии, Нидерландах, Иране, Чехословакии и т. д. Эфендиев был проректором Азербайджанской Государственной Нефтяной Академии в 1993—1997 гг.
В 2010 году указом Президента Азербайджанской Республики за его научную и педагогическую деятельность он был награждён Медалью «Тярагги».